# Centro de Física Fundamental de Maryland
El Centro de Física Fundamental de Maryland (en inglés: Maryland Center for Fundamental Physics, abreviado MCFP) es un instituto de investigación en física teórica de la Universidad de Maryland.
El MCFP fue fundado en 2007 y tiene como director a Raman Sundrum. Es una subdivisión del Departamento de Física y del Colegio de Ciencias Naturales, Matemáticas y de la Computación de la Universidad de Maryland. En él se lleva a cabo investigación teórica en física de partículas, gravedad y quarks.

## Miembros
Sus miembros incluyen a 13 investigadores a tiempo completo, además de varios investigadores posdoctorales, estudiantes de posgrado y visitantes. Entre sus miembros y exmiembros destacan:
- Alessandra Buonanno, física de ondas gravitacionales.
- Sylvester James Gates, teórico de cuerdas, ganador de la Medalla Nacional de Ciencia.[1][7]
- Oscar Greenberg, conocido por la carga de color.
- Ted Jacobson, físico gravitatorio.
- Xiangdong Ji, exdirector del MCTP, físico nuclear, ganador de la Medalla Herman Feshbach.[8]
- Charles Misner, conocido por su libro sobre gravitación, ganador del Premio Dannie Heineman de Física Matemática.
- Rabindra Mohapatra, físico de partículas.
- Jogesh Pati, físico de partículas, ganador de la Medalla Dirac.
- Raman Sundrum, director del centro, conocido por el modelo de Randall-Sundrum.

Entre los alumnos del centro está Aron Wall, ganador del Premio Nuevos Horizontes en física en 2019.